# Hút cần

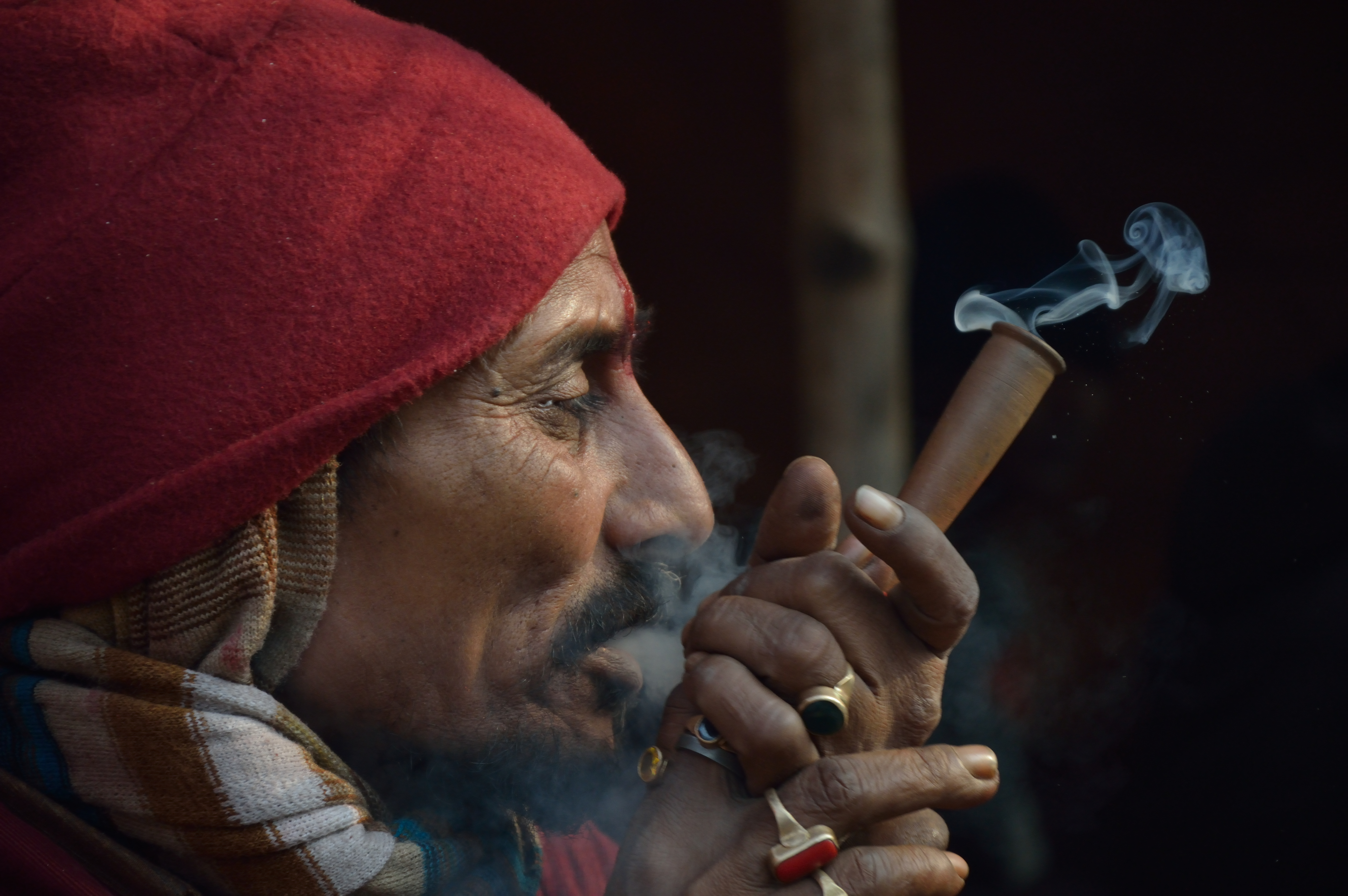
Một người đàn ông đang hút cần ở thành phố Côn-ca-ta, Ấn Độ

Hút cần hay còn gọi thông tục là hất cùn, hút cỏ, ý chỉ việc hít hơi/khói được phóng ra khi đốt nóng hoa, lá hoặc chất triết ra từ cần sa rồi phả ra chủ yếu là chất hóa học thần kinh Δ9-tetrahydrocannabinol (THC) vốn được hấp thụ vào trong máu thông qua phổi. Bằng chứng khảo cổ học chỉ ra rằng cần sa với liều lượng cao hóa chất THC đã được con người hút cách đây ít nhất 2.500 năm.